# Микрокосмос (фильм, 1996)
«Микроко́смос» (фр. Microcosmos: le peuple de l’herbe) — французский документальный фильм.
Картина двух французских биологов стала итогом их пятнадцатилетних научных разработок, двух лет технической подготовки, трёх лет съёмок и шести месяцев монтажа. Результат предоставляет зрителю уникальную возможность понаблюдать за скрытой от человеческих глаз жизнью насекомых.
В России фильм транслировался на Первом канале.

## Награды
- Гран-При Каннского фестиваля «За техническое совершенство».
- Призы «Сезар» (7 номинаций, 5 наград) — «за лучшую операторскую работу», «за лучший монтаж», «за лучшую музыку к кинофильму», «за лучшие звуковые эффекты», «лучшему продюсеру».
- На фестивале «Виктуар де ля мюзик» фильм был удостоен приза «Музыка года».